# Ferrero Rocher
Ferrero Rocher, Ферреро Роше — торговая марка шоколадных конфет, производимых итальянской компанией Ferrero с 1982 года.
Конфета представляет собой вафельный шарик, внутри которого находится ореховый крем пралине и целый лесной орешек. Снаружи конфета покрыта молочным шоколадом с дроблёным фундуком.
Микеле Ферреро назвал конфеты в честь грота Масабьель — римско-католической святыни Лурда, (фр. Rocher de Massabielle). Rocher — французское слово, означающее камень или валун.